# Peña Pobre (Naguabo)
Peña Pobre es un barrio ubicado en el municipio de Naguabo en el estado libre asociado de Puerto Rico. En el Censo de 2010 tenía una población de 4131 habitantes y una densidad poblacional de 364,24 personas por km².

## Geografía
Peña Pobre se encuentra ubicado en las coordenadas 18°13′19″N 65°48′50″O / 18.22194, -65.81389. Según la Oficina del Censo de los Estados Unidos, Peña Pobre tiene una superficie total de 11.34 km², de la cual 11.34 km² corresponden a tierra firme y (0.05%) 0.01 km² es agua.

## Demografía
Según el censo de 2010, había 4131 personas residiendo en Peña Pobre. La densidad de población era de 364,24 hab./km². De los 4131 habitantes, Peña Pobre estaba compuesto por el 79.64% blancos, el 7.21% eran afroamericanos, el 0.51% eran amerindios, el 10.68% eran de otras razas y el 1.96% pertenecían a dos o más razas. Del total de la población el 99.52% eran hispanos o latinos de cualquier raza.